# Eugène Rollet
Pour les articles homonymes, voir Rollet.
Eugène Rollet, né le 12 mai 1814 à Saint-Amand-Montrond (Cher) et mort le 20 décembre 1897 à Saint-Amand-Montrond, est un homme politique français.

## Biographie
Conseiller général du canton de Saint-Amand-Montrond en 1848, il est arrêté et exilé au moment du coup d’État du 2 décembre 1851. Il ne rentre qu'en 1859, après l'amnistie.
Le 6 septembre 1870, il est sous-préfet de Saint-Amand, poste qu'il conserve jusqu'au 24 mai 1873, à la chute de Thiers. Il est député du Cher de 1876 à 1881, siégeant à l'extrême gauche. Il est l'un des 363 députés qui refusent la confiance au gouvernement de Broglie, le 16 mai 1877.

## Sources
- « Eugène Rollet », dans Adolphe Robert et Gaston Cougny, Dictionnaire des parlementaires français, Edgar Bourloton, 1889-1891 [détail de l’édition]